# José Constanza
José G. Constanza (nacido el 1 de septiembre de 1983 en Santo Domingo) es un jardinero central dominicano que juega en las Grandes Ligas de Béisbol para los Bravos de Atlanta.

## Carrera

### Ligas menores
Constanza fue firmado como amateur por los Indios de Cleveland el 13 de junio de 2003. Después de dos años y un premio MVP en 2004 en la Dominican Summer League,llegó a los Estados Unidos en 2005 para jugar en Clase-A con los Lake County Captains. Después de batear sólo .236 en 26 partidos, fue degradado al equipo Mahoning Valley Scrappers. Empezó la temporada 2006 con Lake County Captains, y con un porcentaje de embasarse de .395, que le valió el ascenso al nivel Clase-A avanzadao con Kinston Indians. Pasó 2007 con Kinston, y 2008, así como 2009, en Doble-A con Akron Aeros. En lo que resultó ser su última temporada en la organización de los Indios, llegó al más alto nivel en las menores, Triple-A, con los Clippers de Columbus.
El 29 de noviembre de 2010, Constanza firmó un contrato de ligas menores con los Bravos de Atlanta. Hizo la pretemporada con el club, bateando .222, antes de ser asignado a Triple-A con Gwinnett Braves. Estuvo bateando para .312 y fue un All-Star antes de su primera convocatoria a las mayoes.

### Grandes Ligas
El 29 de julio de 2011, Constanza fue llamado a las mayores cuando Nate McLouth fue enviado a la lista de lesionados de 15 días con una tensión inferior del abdomen. Colocado como el primer bate de los Bravos en su alineación en su partido debut, Constanza consiguió su primer hit en la parte baja de la octava entrada contra el lanzador de los Marlins de Florida Michael Dunn, un sencillo productor que puso el juego 4-0 a favor de los Bravos. Dos bateadores después, el primera base de los Bravos Freddie Freeman bateó un elevado de sacrificio para remolcar a Constanza, siendo la primera carrera que anotara. El 7 de agosto de 2011, Constanza conectó su primer jonrón en la parte superior de la quinta entrada contra los Mets de Nueva York.

## Premios
- MVP de la Dominican Summer League - 2004
- All-Star de la New York - Penn League - 2005
- All-Star de la International League - 2010-2011

## Trivia
- Se ha dado a conocer por la rara manía de lamer el lado caliente del bate después de dar un foul.